# Rotenburg (Wümme) (stacja kolejowa)
Rotenburg (Wümme) – stacja kolejowa w Rotenburg (Wümme), w kraju związkowym Dolna Saksonia, w Niemczech. Znajdują się tu 2 perony.